# O Malho
O Malho foi uma revista ilustrada, que tinha como principal característica a sátira política e o humor. Surgiu no Rio de Janeiro no ano de 1902, e circulou por mais de cinquenta anos, com uma breve pausa no ano de 1930, devido à Revolução de 1930. A revista O Malho era publicada semanalmente, e começou a ganhar notoriedade devido as charges  e caricaturas famosas que tinham como objetivo ironizar a política do país. A revista surgiu sob a direção artística do artista pernambucano Crispim Do Amaral, e direção geral do jornalista e político Luís Bartolomeu de Souza e Silva, que era também proprietário do periódico A Tribuna (RJ).
O ano de 1910 foi marcado por mudanças dentro do corpo societário da revista O Malho, que passou a ter como coproprietário o político mato-grossense Antonio Azeredo. As sátiras políticas feitas pelo periódico acabaram afetando a política parlamentar, visto que Azeredo tinha mandato no Senado e os posicionamentos da revista foram encarados como tendo influência sua. A crise foi tamanha, que causou a demissão do Presidente da Câmara da época, Sabino Barroso. Alguns anos depois, em 1918, O Malho trocou novamente de dono e passou a dirigida por Álvaro Moreira e J.Carlos. Nessa época, a revista era considerada uma das mais prestigiadas de todo o Brasil.
A empresa O Malho S.A era dona de outras publicações, como a revista Para Todos, Ilustração Brasileira, Leitura Para todos, Tico-Tico e Cinearte. Em 1918, a empresa foi vendida para a editora Pimenta de Mello.
Na época O Malho possuía o maior número de desenhistas presentes, além dos já citados, outros que fizeram parte da revista foram J. Ramos Lobão, Gil (Carlos Leon), Calixto Cordeiro, Raul, Yantok, Alfredo Storni, Cícero Valadares, Angelo Agostini, Seth, Alfredo Cândido, Augusto Rocha, Ariosto, Vasco Lima, Loureiro, Nássara, Luis Peixoto, Téo, Enrique Figueiroa, Del Pino, Guevara e Adres. Além dos desenhistas, a revista contou com vários colaboradores entre eles Lindolfo Collor, Batista Jor, Elói Pontes, Hildebrando Martins, Claudinei Martins, João do Rio e Raul de Azevedo.

## Contexto
No início do século XX, muitos caricaturistas se encontravam no restaurante Café Paris. Certo dia, em um encontro de um dos grupos que formada as rodas boêmias da época, chamado de Café Papagaio, foi um dos pontos de encontro que resultou na criação da revista O Malho, de acordo com Luis Edmundo.
Uma fase importante que ajudou no crescimento da revista, foi a aquisição de novas rotativas que melhoravam a qualidade da impressão, e também conseguia imprimir um maior número de exemplares. Esse foi um dos diferenciais para o surgimento das outras revistas que a empresa O Malho lançou, já no ano de 1905.
Sua capa de estreia, a edição número um, foi lançada no dia 2 de setembro de 1902. 

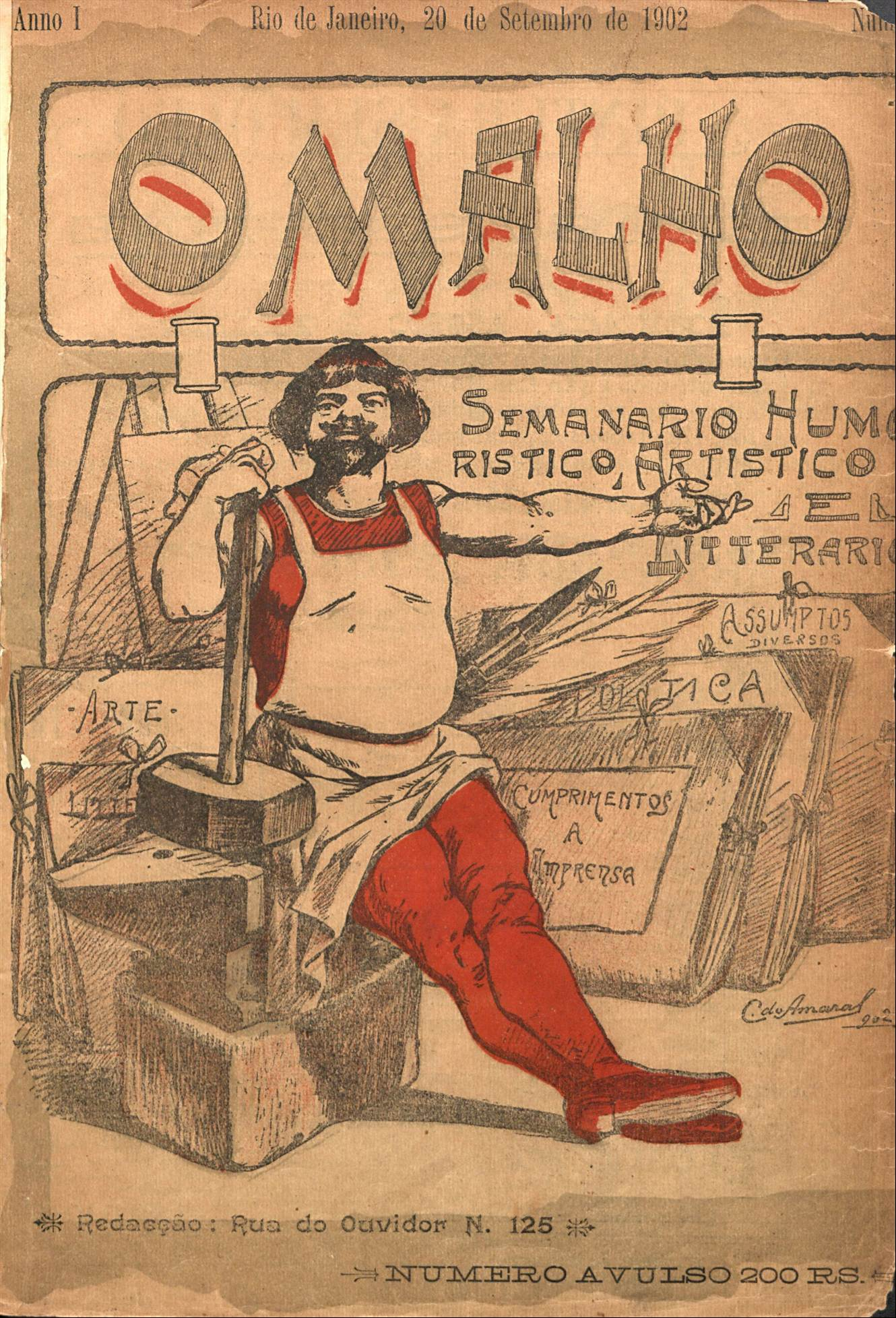
Capa da primeira edição da revista carioca O Malho. (20/09/1902)

Na capa, o fundador Crispim do Amaral colocou um auto-retrato seu em frente a uma série de páginas identificadas com os temas da revista (arte, política, "assumptos", cumprimentos a imprensa). Além disso, Crispim fez questão de deixar claro aos leitores que seu alvo principal era a câmara, e disse "desde que resolvemos fundar O Malho, deixar de colocar uma bigorna na Câmara seria falta de consideração ao poder Legislativo".
Outro período que ficou marcado historicamente na trajetória da revista ocorreu em 1929, quando O Malho se posicionou em oposição da aliança liberal da época. Após isso, com a vitória da aliança em 1930, resultou no fechamento temporário da revista. Outras opiniões, como a da jornalista e doutora em estudos literários Janayna Ávila, são de que o fechamento da revista pela revolução ocorreu devido a charge da Revolução de 1930 que foi retratada como uma velha gorda e que possuía uma cauda de diabo. Quando voltou a circular, apenas alguns meses depois de ser censurada,  a característica principal da revista que eram as críticas, não estavam mais com o mesmo vigor. Nesta época, O Malho passou por vários tipos de censura do Estado Novo. Com esse enfraquecimento que já vinha de anos, a revista deixou de circular no ano de 1954.
No início, O Malho se caracterizou por ser uma revista crônica e critica política em forma de ilustração. Devido à isso, se inaugurou uma nova fase em que predominou a caricatura, ocupando o espaço do desenho humorístico que na época era representado pela Revista Ilustrada. No ano de 1904, O Malho resolveu incorporar na sua equipe vários nomes importantes ligados ao grupo de literatos do Rio de Janeiro, que era conhecido como "geração boêmia". Dentre os integrantes, estavam por exemplo Guimarães Passos, Olavo Bilac, Pedro Rabelo, Renato de Castro, Emílio de Meneses e Bastos Tigre.

## Temas característicos
A revista possuía esse nome, pois justamente "malhavam" instituições, políticos, pessoas e fatos que ocorriam no país. Os ataques presentes geralmente ocorriam na capa da publicação em forma de charge. Um dos exemplos é em 28 de fevereiro de 1928, quando o personagem Jeca, já conhecido dos leitores, que representava o cidadão brasileiro e que sempre estava presente nas capas das edições, está sentado em cima de um barril de ouro que vinha diretamente dos Estados Unidos, e pergunta ao americano da charge se pode pegar um pouco para o carnaval.
Já em 1922, ano que completava o centenário da independência do país, O Malho questionou a validez dessa independência mostrando os principais problemas do país na época. Os exemplos desses problemas eram a carestia (palavra que a revista usava para definir as altas dos preços dos produtos), e a revolução de 1930.
O malho ia pela mesma abordagem das outras revistas da época, ou seja, era uma revista atual, e também fragmentada. As publicações traziam comentários e análises sobre acontecimentos tanto do mês da publicação, quanto da semana. Essa questão variava de acordo com o período que a tiragem da revista fosse ocorrer. Outro ponto sempre presente na revista era seu subtítulo, que continha a frase "semanário humorístico, artístico e literário". Para a historiadora Ana Luiza Martins, que estudou os gêneros e as formas presentes nas revistas, isso era uma característica normal na imprensa da época. Isso se dava ao fato do aumento do espaço nas circulações das artes e também das letras. Nessa época, para a historiadora, houve uma profissionalização crescente na ofício de escritor.
Na estrutura da revista, O Malho seguiu as outras revistas ilustradas no que tange os gêneros e a própria forma. Logo na primeira página, circulava a seção de "Chronica", seguido por algum comentário da semana. Nas páginas seguintes os espaços por toda a folha era ocupado por charges, fotos e algumas seções, como por exemplo "Carrilhão do Senado", "Bigorna da Câmara", "Sports", "Álbum de Oedipo" e "Caixa d' O Malho".
Existe um argumento que na época das revistas ilustradas, isso inclui O Malho, eram órgãos conservadores a serviço as camadas sociais existentes no período, que eram consideradas emergentes com a República. Os discursos apresentados na revista, assim como suas ilustrações e estruturas, condiziam com a visão de modernizador das elites. Para exemplificar tal argumento, pode-se apresentar uma reportagem sobre obras feitas nos portos do Rio de Janeiro, feita em 1905, onde dizia "Damos a seguir vistas dessa festa grandiosa que marcou o início de uma nova era de prosperidade para esta cidade".
Outro conteúdo presente na revista, eram textos em que faziam algum tipo de homenagem para educadores. Além disso, também publicava outros artigos que abordavam a centralidade da educação. Um dos exemplos é na publicação de número 210, no ano de 1909,  onde O Malho questionava o presidente da época Afonso Pena sobre a qualidade da educação no país. Na charge em questão, feito por Vasco Lima, o personagem principal faz uma crítica "Precisamos de portos, de estradas de ferro, de grandes obras pelo interior do brasil, etc., mas é preciso sairmos o quanto antes do analfabetismo e da barcharelice elétrica. Com essa praga de gente que não sabe ler e quer ocupar posições com o canudo do diploma, todos os progressos materiais valerão menos 90 por cento. Instrução primária! Instrução sólida! Moralidade no ensino!".
Marcado por sempre abordar  conteúdos políticos de todos os tipos, na época da Revolta da Vacina, a revista publicou uma charge desse período. Na arte feita por Leônidas Freire, mostra no centro da imagem o médico Osvaldo Cruz, que foi chamado de "Napoleão da Vacina", comandando um batalhão de agentes, que ficam atrás dele em cima de vacinas gigantes, contra o povo revoltado do outro lado da charge.
Outra importante charge na história da revista, foi na época da Revolta da Chibata. O Malho publicou em 1910 uma caricatura onde mostrava a anistia para os marinheiros rebeldes. Na imagem, mostra um marinheiro desolado com uma folha à sua frente com a palavra "Anistia" escrita com letras grandes. Ao lado, para ficar com o papel, estava um homem com um casaco onde estava escrito nas costas "Burguesia".

## Análise
Na estrutura da revista, O Malho seguiu as outras revistas ilustradas no que tange os gêneros e a própria forma. Logo na primeira página, circulava a seção de "Chronica", seguido por algum comentário da semana. Nas páginas seguintes os espaços por toda a folha era ocupado por charges, fotos e algumas seções, como por exemplo "Carrilhão do Senado", "Bigorna da Câmara", "Sports", "Álbum de Oedipo" e "Caixa d' O Malho".
Monteiro Lobato, no ano de 1964, disse sobre a revista: "O Malho seria uma revista universal, com ampla circulação seja entre os trabalhadores da Central do Brasil, seja entre os carroceiros e os membros das associações. Os indicadores de vendas na época entre  1905 e 1906 eram considerados bons, com cerca de 35.000, 40.000 exemplares vendidos por publicação. Essa alta nas tiragens  se deve muito aos preços um pouco abaixo dos concorrentes de mercado. Enquanto as revistas do ramo, como por exemplo a Fon-fon custava $400 réis em 1904, O Malho inicialmente era vendida pela metade do preço, $200 réis. Mesmo com o passar do tempo, a revista entre os anos de 1904 e 1910 manteve o mesmo preço de $300 réis.
Outro grande sucesso da revista, e outro motivo para a boa quantidade de leitores, foi primeiramente com a criação da seção "Caixa d'O Malho", que se iniciou na quarta publicação, que consistia em abrir um espaço na revista que se dedicava as mostrar as respostas da redação para as cartas que eram enviadas para direto para os integrantes d' O Malho. Alguns anos depois, em 1908, abriu na revista uma nova seção novamente dedicada aos leitores, que se chamava "Postais Masculinos" e "Postais Femininos". Nessa parte da revista, o leitor(a) podia enviar seus pensamentos, ideias para a revista.
Em outro tipo de interação com o leitor, O Malho valorizava os leitores que tinham alguma relação com o alto escalão do governo ou da cultura que era considerada letrada, da cidade do Rio de Janeiro. Quando a revista completou um ano, foi feito uma comemoração na editora da revista, onde após as festa, foi publicado na edição seguinte um agradecimento aos presentes. Dentre eles, compareceram nomes como do "Ilustre dr. Edmundo Bittencourt", que na época era redator-chefe do Correio da Manhã.
O Malho, em sua história, tem histórico de participação política, inclusive mostrando isso aos leitores abertamente. A revista combateu de maneira sistemática a candidatura de Rui Barbosa e apoiou o outro candidato, Hermes da Fonseca, que se tornou eleito na época. De acordo com Lima (1962), Rui Barbosa fez questão de mostrar abertamente o seu descontentamento com a revista, devido à postura que O Malho adotou na época. Outra ponto importante era a amizade que o candidato tinha com o senador Antonio Azeredo, coproprietário da revista nesse período. Azeredo optou por apoiar o candidato rival de seu amigo desde o começo da campanha. Com isso, após os resultados das eleições, Barbosa rompeu as relações com o senador.
O tipo de caricatura d' O Malho em relação a Rui Barbosa, foi relacionado a relação que o candidato tinha com a elite paulistana, onde satirizava a subordinação que ocorria no estado em relação aos interesses dos civilistas. Nas várias charges publicadas, como a de cinco de dezembro de 1909, alguns meses antes das eleições, o cartunista Alfredo Storni  fez o candidato convocando os moradores do estado de São Paulo para o acompanhar em uma "Guerra Santa", contra o militarismo. A charge apresentava o candidato baiano triste, e o mostrava como defensor de uma causa que para a visão do cartunista já estava perdida. Essa representação foi entendida como a indireta afirmação de que sua candidatura à presidência já estava perdida.
A revista também abordou um tema muito discutido na época, que foi a revolta da população negra por sentirem inferiorizadas no processo para ingressar na Força Pública de São Paulo, no início do século XX. Os chargistas d' O Malho também identificaram o ocorrido como uma barreira que eliminava os negros a ter chances de ingressar na Força Pública, se comparado com a população branca, entendendo que o processo seletivo foi uma discriminação racial. Em uma das charges sobre esse acontecimento, o chargista que preferiu não usar seu nome verdadeiro, mas sim um pseudo fez uma charge onde mostra um negro que se pintava de branco para tentar assim, ingressar no cargo que estava concorrendo.

## Outras seções
A publicação era divulgada como sendo a maior publicação do país, além disso era marcada por ter vários anúncios, além de ter uma grande circulação, ajudavam a manter os custos da revista. O grande sucesso da revista, em partes, pode ser explicado a inexistência de televisão na época, e pelo fato também do aparelho de rádio só chegar ao país em 1922.
Um evento marcante na história da revista ocorreu em 1928, quando O Malho divulgou o resultado de uma pesquisa que havia sido realizado junto de vários intelectuais e escritores brasileiros, com o objetivo de eleger quem era o "príncipe dos prosadores brasileiros". Quem ganhou a competição, foi Coelho Neto, enquanto Monteiro Lobato ficou com a segunda colocação. Na própria revista, foi apresentado um detalhado relato sobre os resultados da eleição, que no total contou com trinta candidatos. Coelho Neto Recebeu um total de 92 votos, contra apenas quatro de Monteiro Lobato. Para provar a veracidade da pesquisa, O Malho apresentou a lista de todos que votaram, junto com seus respectivos votos.
Em sua história, a revista também se envolveu em polêmicas. Em determinada publicação sobre uma peça de teatro cuja companhia era formada por negros, foi acusada de fazer uma piada racista pelo escritor Lira Neto, em seu livro, onde o escritor relata que O Malho sugeriu a instalação de "câmaras inodoriantes", ou seja, câmaras que retirassem o odor do teatro no momento da peça.